# Splendid (Schiff)
Die Splendid ist ein RoPax-Schiff der italienischen Reederei Grandi Navi Veloci.

## Geschichte
Die Fähre wurde für GNV von der italienischen Werft Nuovi Cantieri Apunia gebaut. Der Stapellauf des Schiffes fand am 18. Dezember 1993 statt. Das Schiff wurde im Juni 1994 abgeliefert und anschließend auf der Route zwischen Genua und Palermo in Dienst gestellt.
Im Jahr 1996 wurde das Schiff auf der Werft Cantiere Navale Visentini von 188,2 m auf 214,12 m verlängert. Dadurch wurde die Fahrzeugkapazität um 310 PKW gesteigert und die Passagierkapazität um 832 Passagiere erhöht.
Während der COVID-19-Pandemie wurde das Schiff an die italienischen Behörden verchartert und als Lazarettschiff benutzt.
Nach der Rückkehr zu GNV wird das Schiff auf den Routen zwischen Civitavecchia und Palermo oder Tunis. Außerdem bedient das Schiff die Routen zwischen Genua und Palermo, Porto Torres bzw. Tanger.

## Ausstattung
An Bord der Splendid befindet sich ein Gebetsraum, ein Einkaufsladen, eine Pizzeria, ein Restaurant à la Carte und ein Kinderspielraum.